# Memorial Van Damme
Memorial Van Damme – mityng lekkoatletyczny kończący cykl diamentowej ligi. Zawody odbywają się w ostatnich dniach sierpnia lub na początku września na Stadionie Króla Baudouina I w Brukseli. Pierwszy Memorial Van Damme został zorganizowany w 1977 – grupa dziennikarzy postanowiła tym samym uhonorować zmarłego tragicznie w 1976 wybitnego belgijskiego lekkoatletę Ivo Van Damme. Dotychczas podczas imprezy pobito 16 rekordów świata.